# The Fall of an Empire
The Fall of an Empire è il secondo album in studio del gruppo musicale symphonic power metal francese Fairyland pubblicato nel 2006 dalla Napalm Records.

## Tracce
1. Endgame (Philippe Giordana) - 1:16
2. The Fall of an Empire (Philippe Giordana) - 5:55
3. Lost in the Dark Lands (Philippe Giordana) - 6:01
4. Slaves Forlorn (Strumentale) (Philippe Giordana) - 1:11
5. The Awakening (Philippe Giordana) - 4:50
6. Eldanie Uellë (Philippe Giordana) - 5:21
7. Clanner of the Light (Philippe Giordana) - 6:07
8. To the Havenrod (Strumentale) (Philippe Giordana) - 1:05
9. The Walls of Laemnil (Philippe Giordana) - 5:57
10. Anmorkenta (Philippe Giordana) - 6:01
11. In Duna (Philippe Giordana) - 5:02
12. The Story Remains (Philippe Giordana) - 10:38
13. Look Into Lost Years (Philippe Giordana) - 3:14
14. Across the Endless Sea (Japanese bonus track) (Philippe Giordana) - 5:31

## Formazione
- Maxime Leclercq - Voce
- Philippe Giordana - Tastiere
- Anthony Parker - Chitarra
- Thomas Caesario - Chitarra e basso
- Pierre-Emmanuel Desfray - batteria